# Coupe du monde féminine de volley-ball 2003
Navigation
Coupe du monde 1999 Coupe du monde 2007
La 9e Coupe du monde de volley-ball féminin 2003 a eu lieu au Japon du 1er au 15 novembre 2003.

## Formule de compétition
La Coupe du monde de volley-ball 2003 a regroupé 12 équipes. Elle se compose des champions de 5 continents (Asie, Amérique du Nord, Amérique du Sud, Afrique, Europe), des 4 vice-champions, du pays organisateur et de deux équipes invitées ("wild card").
Les matches se sont disputés en Round Robin. Chaque équipe a rencontré les autres (au total, 11 matches par équipe).
Les 3 premières équipes se sont qualifiées pour les jeux olympiques d'Athènes.

## Équipes présentes
- Japon : organisateur
- États-Unis : champion d'Amérique du Nord
- Brésil : champion d'Amérique du Sud
- Égypte : champion d'Afrique
- Chine : champion d'Asie
- Pologne : champion d'Europe
- Cuba : vice-champion d'Amérique du Nord
- Argentine : vice-champion d'Amérique du Sud
- Turquie : vice-champion d'Europe
- Corée du Sud : 3e au championnat d'Asie après le Japon et la Chine
- Italie : wild card
- République dominicaine : wild card

## Déroulement de la compétition

### 1ertourdu1erau3 novembre 2003
- Tokyo :

- Kagoshima :

### 2etourdu5au6 novembre 2003
- Nagoya :

- Sendai :

### 3etourdu8au10 novembre 2003
- Sapporo :

- Toyama :

### 4etourdu13au15 novembre 2003
- Osaka :

- Osaka :

## Classement final
| No                 | Équipe                 | Points | Matches | Matches | Points | Points | Points | Sets | Sets   | Sets  |
| No                 | Équipe                 | Points | gagnés  | perdus  | pour   | contre | Ratio  | pour | contre | Ratio |
| ------------------ | ---------------------- | ------ | ------- | ------- | ------ | ------ | ------ | ---- | ------ | ----- |
| Médaille d'or      | Chine                  | 22     | 11      | 0       | 898    | 608    | 1,477  | 33   | 4      | 8,250 |
| Médaille d'argent  | Brésil                 | 21     | 10      | 1       | 932    | 691    | 1,349  | 31   | 7      | 4,429 |
| Médaille de bronze | États-Unis             | 19     | 8       | 3       | 942    | 837    | 1,125  | 28   | 13     | 2,154 |
| 4.                 | Italie                 | 18     | 7       | 4       | 827    | 717    | 1,153  | 22   | 14     | 1,571 |
| 5.                 | Japon                  | 18     | 7       | 4       | 896    | 865    | 1,036  | 22   | 19     | 1,158 |
| 6.                 | Cuba                   | 17     | 6       | 5       | 946    | 889    | 1,064  | 24   | 18     | 1,333 |
| 7.                 | Turquie                | 16     | 5       | 6       | 914    | 856    | 1,068  | 22   | 20     | 1,100 |
| 8.                 | Pologne                | 16     | 5       | 6       | 873    | 888    | 0,983  | 18   | 22     | 0,818 |
| 9.                 | Corée du Sud           | 14     | 3       | 8       | 805    | 850    | 0,947  | 15   | 24     | 0,625 |
| 10.                | République dominicaine | 14     | 3       | 8       | 592    | 867    | 0,683  | 11   | 26     | 0,423 |
| 11.                | Argentine              | 12     | 1       | 10      | 616    | 812    | 0,759  | 4    | 30     | 0,133 |
| 12.                | Égypte                 | 11     | 0       | 11      | 464    | 825    | 0,562  | 0    | 33     | 0,000 |

## Distinctions individuelles
- MVP : Małgorzata Glinka
- Meilleure Marqueuse : Małgorzata Glinka
- Meilleure Attaquante : Zhao Ruirui
- Meilleure Contreuse : Valeska Menezes
- Meilleure Serveuse : Zoila Barros Fernandez
- Meilleure Passeuse : Feng Kun
- Meilleure Libéro : Arlene Xavier
- Récompense spéciale : Yoshie Takeshita